# 南方町 (宮崎市)
南方町（みなみかたちょう）とは、宮崎県宮崎市内の地名。大宮地域自治区に属している。郵便番号は880-0037。

## 地理
宮崎市の中北部、大宮地域自治区の北側に位置するに属する。大淀川左岸の低地帯に位置し、低地は主に住宅街・農地となっている。
北・西方を池内町、北東方を新名爪、東方を芳士、南東方を花ケ島町と接する

## 地名の由来
宇佐宮領宮崎庄の一部が鎌倉時代に「北方・南方・池内方」の３方に分かれ、その後北方が「下北方・上北方」に分かれた、とされる。

## 歴史
- 1924年 - 宮崎市制により大字南方が成立。
- 1927年 - 大字下南方より、南方町が成立。大字南方は消滅。

## 世帯数と人口
2023年（令和5年）9月1日現在の世帯数と人口は以下の通りである。
| 町丁   | 世帯数  | 人口  |
| ------ | ------- | ----- |
| 南方町 | 263世帯 | 538人 |

## 小・中学校の学区
市立小・中学校に通う場合、学区は以下の通りとなる。
| 町名   | 小学校             | 中学校             |
| ------ | ------------------ | ------------------ |
| 南方町 | 宮崎市立池内小学校 | 宮崎市立大宮中学校 |

## 交通

### バス
宮交グループの運営するバスが営業している。

### 道路
- 宮崎県道9号宮崎西環状線(宮崎外環状線)